# لينتس

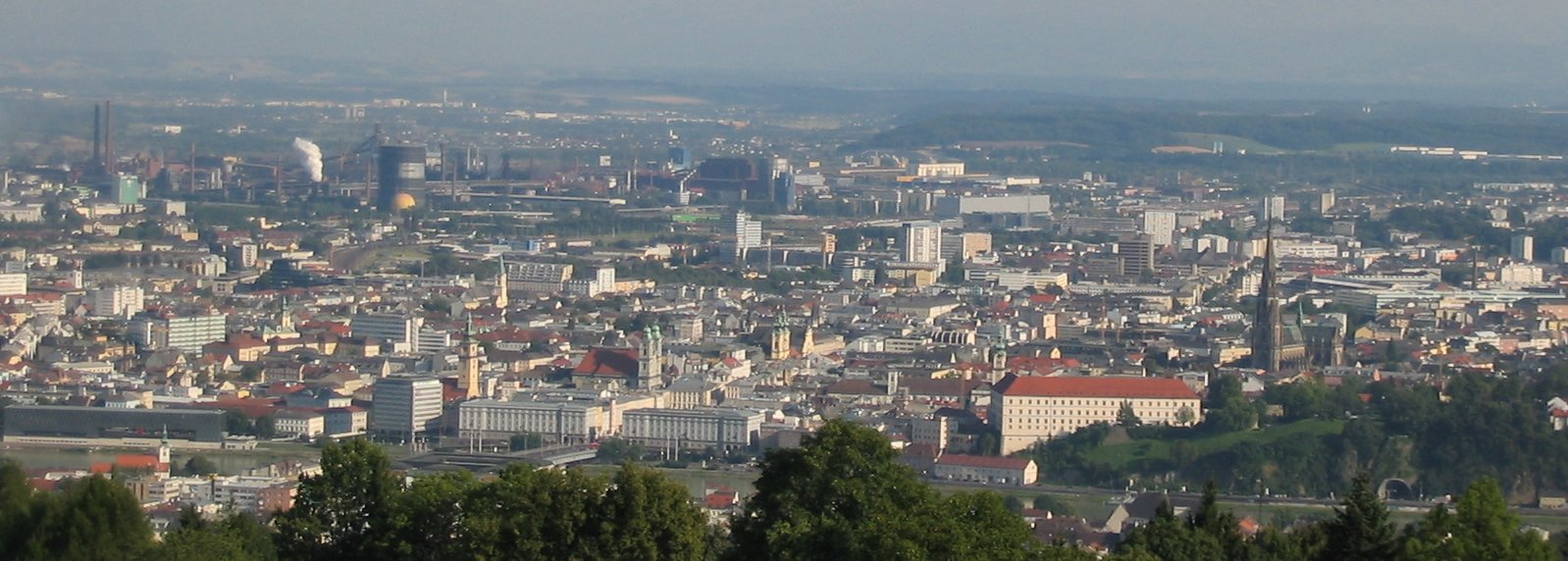
منظر عام لمدينة لينز.

لينتس أو لينز (بالألمانية: Linz) مدينة في شمال النمسا يمر بها نهر الدانوب تعتبر أهم مدن شمال النمسا. تعتبر المدينة عاصمة مقاطعة النمسا العليا وثالث أكبر مدينة في البلاد وتبعد عن حدود جمهورية التشيك 30 كم فقط. يبلغ عدد سكان المدينة 189،343 نسمة (2007) ويبلغ عدد سكان المدينة مع ضواحيها 271،000 نسمة.

## خصائصها
مدينة لينز هي القلب التجاري النابض للنمسا فالحركة التجارية المستمرة وكثافتها السكانية إضافة إلى كونها مدينة العمل الدائم جعل منها المدينة التي لا تنام.
وهي مدينة صاخبة، الحركة لاتتوقف فيها، الزحام في كل مكان، المدينة عصرية ابتداء من قطارات الترام السريعة التي تكتظ دوما بالركاب، ومن الأهمية التي تحظى بها مدينة لينز موقعها الاستراتيجي الذي يربطها بألمانيا وموقعها في المنتصف بين سالزبورغ وفيينا إضافة إلى اشتراكها مع مدينة فيينا في نهر الدانوب.
يقطع مدينة لينز شارع Landstrasse الذي هو علامة مميزة في مدينة لينز وهو شارع تجاري طويل جداُ يقسمها إلى نصفين شرقي وغربي ويربط شمالها بجنوبها ويمتد من منطقة الجبل POSTLINGBERG شمالاً ليقطع نهر الدانوب ويمر بالساحة الكبرى Hauptplatz وينتهي بالمدينة الشمسية SOLAR CITY جنوباً.
مدينة لينز تتفوق على فيينا من ناحية التسوق فشارع لاند شتراسي Landstrasse يمكن قطعه من فندق نوفوتيل جنوب لينز إلى الساحة المركزية Hauptplatz في حوالي 20 دقيقة بالترام السريع الذي يتوقف عند العديد من محطات الترام، حيث يوجد عدد كبير من المحلات والاسواق والمراكز التجارية.

## الأماكن السياحية
- الساحة الكبرى Hauptplatz:

والتي تعتبر أكبر ساحة في النمسا حيث تبلغ مساحتها 220 في 60 متر وأكثر ساحة شهرة في النمسا، تنتشر على جنباتها المقاهي والمطاعم وتقام فيها بعض العروض الترفيهية، ويقع في قلبها عمود رخامي أبيض منحوت عليه بعض الاشكال ويسمى Trinity Column يبلغ ارتفاع هذا العمود 20 متراً وقد تم الانتهاء من بناءه عام 1723، وهو عبارة عن عمود رخامي أبيض من عمل سبستيان ستومفيغر Sebastian Stumpfegger، ويحمل هذا العمود 3 منحوتات في تعبير عن النجاة من الكوارث الثلاثة وهي الحرب عام 1704 م – الحريق عام 1712 – والطاعون عام 1713حسب ثقافتهم
كما يقع في مركز الساحة أيضاً مكتب استعلامات السياح ويمكن ملاحظة ازدحامه في أوقات مختلفة من اليوم
- شارع لاند شتراس Landstrasse
- منطقة الجبل Postlingberg
- قلعة لينز التاريخية Schloss Linzer والمتحف
- نهر الدانوب
- محطة القطار
- معرض الفنون الألكترونية ARS ELECTONICA (على زاوية نهر الدانوب بعد الجسر مباشرة).
- حديقة الحيوانات في منطقة جبل البوستلنقPOSTLINGBERG – المحطة الثانية وتحوي الحديقة أكثر من 800 حيوان (ماعز لاما ببغاوات نعام دجاج تماسيح واقوانات وثعابين)